# Lista președinților Cehoslovaciei
Această pagină conține lista președinților Cehoslovaciei, a tuturor celor care între 1918 și 1992 au ocupat această funcție. 
Pentru o informare corectă, a se vedea și lista liderilor Partidului Comunist Cehoslovac, întrucât între 1948 - 1989 aceștia au deținut cu adevărat nu numai puterea politică dar și pe cea executivă. 
- Lista liderilor Partidului Comunist Cehoslovac

## Președinții Cehoslovaciei

### 1918-1948
- Tomáš Masaryk, 14 noiembrie 1918 - 14 decembrie 1935
- Milan Hodža (interimar), 14 - 18 decembrie 1935
- Edvard Beneš, 18 decembrie 1935 - 5 octombrie 1938
- Jan Syrový (interimar), 5 octombrie - 30 noiembrie 1938
- Emil Hácha, 30 noiembrie 1938 - 15 martie 1939
- Edvard Beneš, 4 aprilie 1945 - 7 iunie 1948
  - în exil, 21 iulie 1940 - 2 aprilie 1945

### 1948-1992
- Klement Gottwald, 14 iunie 1948 - 14 martie 1953
- Antonín Zápotocký, 21 martie 1953 - 13 noiembrie 1957
- Viliam Široký (interimar), 13 - 19 noiembrie 1957
- Antonín Novotný, 19 noiembrie 1957 - 22 martie 1968
- Jozef Lenárt (interimar), 22 - 30 martie 1968
- Ludvík Svoboda, 30 martie 1968 - 28 mai 1975
- Gustáv Husák, 29 mai 1975 - 10 decembrie 1989
- Marián Čalfa (interimar), 10 - 29 decembrie 1989
- Václav Havel, 29 decembrie 1989 - 20 iulie 1992
- Jan Stráský (interimar), 20 iulie - 31 decembrie 1992